# 阿爾賽
阿爾賽（穆麟德轉寫：arsai；？—1745年），又作阿勒賽，崔氏，漢名崔志祿，漢軍正黃旗人，清朝政治人物。
黑龍江披甲領催出身。雍正四年（1726年）任廣東雷州副將，次年升福建福州左翼副都統，歷任福州將軍、署福建總督，升福建總督、湖廣總督，乾隆九年（1744年）任戶部尚書。次年卒於任內。